# Marino Wallsten
Johan Marino Wallsten, född 3 november 1975 i Västanfors församling i Fagersta, är en svensk socialdemokratisk politiker. Han var kommunalråd och kommunstyrelseordförande i Fagersta kommun 2014–2022. Sedan 2022 är han kommunfullmäktiges ordförande i samma kommun.
Socialdemokraterna återtog i valet 2014 positionen som styrande parti i kommunen efter 16 år i opposition.